# 汤市乡
汤市乡原属湖南省资兴市下辖乡，2011年6月撤销；原汤市乡和皮石乡成建制合并设立汤溪镇。汤市乡撤销前下辖汤市社区，青林村、头忱坑村、上坳村、汤边村、下堡村、陈家洞村、秋田村和坪子村，共计8行政村1社区。2010年行政区划代码431081211；面积约94平方公里，乡政府驻汤边墟。

## 历史沿革
驻地附近古有温泉三口（温泉古名“汤”），形成集市，故名汤市。1949年属第三区；1958年设五星公社，同年冬夏复名汤市公社（一说1961年更名汤市公社）；1984年改设汤市乡后名称一直沿用。